# Mydaea lateritia
Mydaea lateritia är en tvåvingeart som först beskrevs av Camillo Rondani 1866.  Mydaea lateritia ingår i släktet Mydaea och familjen husflugor. Inga underarter finns listade i Catalogue of Life.